# Ahmed Rashid
Ahmed Rashid (1948) è uno scrittore, giornalista e storico pakistano.

## Biografia
Segue i conflitti afghani da prima dell'invasione sovietica del 1979 ed è stato per lungo tempo l'unico giornalista accreditato nell'area.
Diventato famoso in tutto il mondo con il suo libro Talebani, best seller mondiale tradotto in 26 lingue diverse ( il New York Times l'ha definito: il solo libro autorevole sui Talebani ).
Scrive per Daily Telegraph, International Herald Tribune, BBC on line, The Nation, Internazionale.
Compare regolarmente su canali di informazione internazionali come CNN e BBC.
Ha intervistato ed in alcuni casi mantenuto relazioni con personalità di spicco coinvolte nelle questioni afgano-pachistane , tra le quali : Kofi Annan, Francesc Vendrell, Khalilzad, Hamid Karzai, Abdullah Abdullah, Lakhdar Brahimi, Paul Wolfowitz.
È stato insignito il 25 marzo 2001 del  Nisar Osmani Award for Courage in Journalism  dalla pachistana Human Rights Commission .
Ha contribuito nella primavera 2001 alla stesura del saggio  Afghanistan:Reconstruction and Peacemaking in a Regional Framework  commissionato dal governo svizzero ma diffuso tra i governi europei .

## Opere
- Taliban: Militant Islam, Oil and Fundamentalism in Central Asia, 2000, ISBN 0-300-08902-3.  Talebani: Islam, il petrolio e il Grande scontro in Asia centrale,traduzione di Bruno Amato,Giovanna Bettini,Stefano Viviani, Feltrinelli , 2001, ISBN 88 07 17063 9
- Jihad: The Rise of Militant Islam in Central Asia, Yale University Press (2002) ISBN 0-300-09345-4. Nel cuore dell'Islam: geopolitica e movimenti estremisti in Asia centrale, Feltrinelli , 2002
- Descent into Chaos: The United States and the Failure of Nation Building in Pakistan, Afghanistan, and Central Asia, Viking, 2008, ISBN 978-0-670-01970-0. Caos Asia: il fallimento occidentale nella polveriera del mondo, Feltrinelli ,2008 , ISBN 978-88-07-17157-4